# Isabelle Hansez
Isabelle Hansez, née le 8 septembre 1971 à Hermalle-sous-Argenteau, est une femme politique belge, membre du parti Les Engagés (LE).

## Biographie
Isabelle Hansez nait le 8 septembre 1971 à Hermalle-sous-Argenteau.
Aux élections législatives fédérales de 2024, Isabelle Hansez est élue à la Chambre des Représentants.